# 雷吉娜·舍普夫
雷吉娜·舍普夫（德語：Regina Schöpf，1935年9月16日—2008年10月30日），奥地利女子高山滑雪运动员。她曾代表奥地利参加1956年冬季奥林匹克运动会高山滑雪比赛，获得女子回转银牌和女子大回转第九名。